# Serge Korber
Serge Korber   (18è districte de París, 1 de febrer de 1936 - 13è districte de París, 23 de gener de 2022) va ser un director de cinema francès.

## Biografia
Autor d'una primera pel·lícula destacable, el productor Alain Poiré confia a Serge Korber la realització de la nova història signada per Michel Audiard, titulada Un idiot à Paris. Satisfet d'aquesta col·laboració, Audiard li va oferir llavors el guió de La Petite Vertu. Segueixen dues pel·lícules amb Louis de Funès i dos amb Annie Girardot, grans estrelles de l'època. Amb l'última, Korber adapta una novel·la de Catherine Paysan, Les Feux de la Chandeleur, un drama en el qual Girardot encarna el 1972 la mare de Claude Jade i de Bernard le Coq, abandonat pel seu marit Jean Rochefort. El 1975, Serge Korber canvia radicalment de direcció. Abandona la comèdia popular per a la pornografia. Durant tres anys, es converteix en John Thomas (el seu pseudònim). Quan retroba el seu nom i torna a la comèdia, li costa trobar l'èxit. Intenta llançar Els Charlots, fa actuar l'humorista Roland Magdane... res que retingui l'atenció. Canvia en els anys 1980 cap a la televisió. El 1996, torna al cinema amb l'adaptació del còmic de Binet, Les Bidochon. En els anys 2000, Serge Korber va dirigir alguns documentals, sobre Maurice Béjart, Jean Gabin o Boris Vian.
És sobretot conegut per haver intentat modernitzar el personatge de Louis de Funès en dues pel·lícules que seran fracassos, a la vista de la popularitat de l'actor en aquesta època: L'home orquestra i Sur un arbre perché el 1970.

## Filmografia

### Cinema
- 1965: Le Dix-septième ciel amb Jean-Louis Trintignant, Marie Dubois
- 1966: Un idiot à Paris amb Jean Lefebvre
- 1967: La Petite Vertu amb Dany Carrel, Jacques Perrin
- 1969: L'home orquestra amb Louis de Funès
- 1971: Sur un arbre perché amb Louis de Funès
- 1972: Les Feux de la Chandeleur amb Annie Girardot
- 1973: Ursule et Grelu amb Annie Girardot
- 1975: La Vie sentimentale de Walter Petit coneguda a Bèlgica com Hard Love, amb Richard Darbois
- 1977: Et vive la liberté ! amb Les Charlots
- 1979: Je vous ferai aimer la vie
- 1980: Cherchez l'erreur amb Roland Magdane
- 1988: À notre regrettable époux amb Jacqueline Maillan, Alida Valli
- 1996: Les Bidochon amb Anémone, Jean-François Stévenin

### Televisió
- 1986: Maestro, ma non troppo, amb Alain Doutey
- 1987: Florence ou La vie de château, amb Annie Girardot
- 1989: Panique aux Caraïbes (sèrie TV)
- 1991: Marie Pervenche (2 episodis)
- 1992: Le réveillon, c'est a quel étage ?, amb Alain Doutey
- 1994: Au beau rivage, amb Jean Yanne
- 1994: L'aigle i el cheval, amb David Carradine
- 1996: Le Galopin, amb Bernard el Coq
- 1997: Les Petites Bonnes, amb Grace de Capitani, Olivia Brunaux
- 2004: Paris romance
- 2005: Béjart !... Vous avez anomenat Béjart ?...
- 2006: Gabin intime, aristocrate i paysan
- 2007: Louis de Funès intime
- 2010: Boris Vian, swing a Saint-Germain des Prés
- 2012: Jean-Louis Trintignant, pourquoi que je vis

### Guionista
- 1984: Canicule d'Yves Boisset (coescrit amb Michel Audiard)
- 1995: L'Enfant en héritage Telefilm de Josée Dayan

## Pornografia
Serge Korber ha dirigit en els anys 1970, sota el pseudònim John Thomas algunes pel·lícules pornogràfiques amb el seu actor preferit en el gènere Richard Darbois.
Realitza el 1975 L'Essayeuse , una pel·lícula que serà en principi autoritzada (classificada X) i després censurada. El realitzador i els actors són llavors condemnats a multes de 400 a 10.000 francs francesos per a ultratges als bons costums. La condemna serà confirmada i ampliada el 10 de juny de 1977, les multes anant llavors de 3.000 a18.000 francs, i el Tribunal d'Apel·lació (França) ordena «l'embarg i la destrucció del negatiu i de totes les còpies de la pel·lícula que han servit per cometre el delicte ».

### Filmografia (John Thomas)
- 1975: A bout de sexe amb Anne Vareze, Chantal Fourquet, Martine Grimaud
- 1975: Hard Love, version hardcore de La Vie sentimentale de Walter Petit amb Richard Darbois, Anne Libert
- 1975: A la chaleur de Julie amb Ellen Earl, Anne Vareze, Chantal Fourquet
- 1975: L'Essayeuse amb Emmanuelle Parèze, Liliane Lemieuvre
- 1976: L'Odyssée de l'extase (compilació)
- 1976: Excès amb Emmanuelle Parèze, Michèle Perello
- 1976: Hurlements de plaisir amb Sylvia Bourdon
- 1977: Cailles a canapé amb Karine Gambier, Susan Deloir i Emmanuelle Parèze
- 1977: Pornotissimo amb Karine Gambier, Barbara Moose i Bob Asklöf

## Premis i nominacions
Nominacions
- 1972: Palma d'Or per Les feux de la chandeleur